# Фатальна зустріч
Фатальна зустріч — американський трилер 2020 року. Режисер Деон Тейлор; сценарист Девід Локері. Продюсер Роберт Сміт та Роксанна Авент. Світова прем'єра відбулася 18 грудня 2020 року; прем'єра в Україні — 11 лютого 2021-го.

## Зміст
Ідеальне життя успішного спортивного агента летить шкереберть, коли загадкова дівчина-детектив вплутує його в небезпечне розслідування вбивства.
Одна пристрасна ніч з нею змінює його життя назавжди.

## Знімались
- Гіларі Свенк — детективка Валері Квінлен
- Майкл Ілі — Дерік Тайлер
- Майк Колтер — Реф Граймс
- Дамаріс Льюїс
- Тайрін Тернер
- Денні Піно
- Джеффрі Оуенс
- Девід Гофлін
- Сем Дейлі
- Стефані Елам
- Калі Гоук
- Деніс Доус